# Královské hrobky dynastie Čoson
Královské hrobky dynastie Čoson slouží jako místo odpočinku příslušníků tohoto panovnického korejské rodu. Z dynastie Čoson pochází 27 korejských panovníků, kteří se na trůně vystřídali mezi roky 1392 a 1910. V souhrnu čítá tato skupina celkem 42 hrobek (+ přilehlé stavby). Čtyřicet z nich se nachází v Soulu a jeho okolí (provincie Kjonggi a Kangwon) a od roku 2009 jsou součástí světového kulturního dědictví UNESCO. Zbývající dvě (královny Sineui a krále Taejo) se nacházejí v blízkosti severokorejského města Kesong.
Během vlády čosonské dynastie byl státním náboženstvím konfucianismus, v němž je hluboce zakořeněná tradice uctívání předků. I proto byly hrobky pečlivě opatrovány a do současnosti se zachovaly ve výborném technickém stavu. Pohřebiště byla budována v pečlivě vybíraných lokalitách, které byly považovány za božské místo. Zároveň se přihlíželo k principům geomantie. Kamenné stavby a předměty obklopující jednotlivé mohyly stejně jako jejich dekorativní a stylistické ztvárnění nabízejí informace o uměleckých trendech období, ve kterém vznikaly (rozmezí více než 500 let).

## Fotogalerie

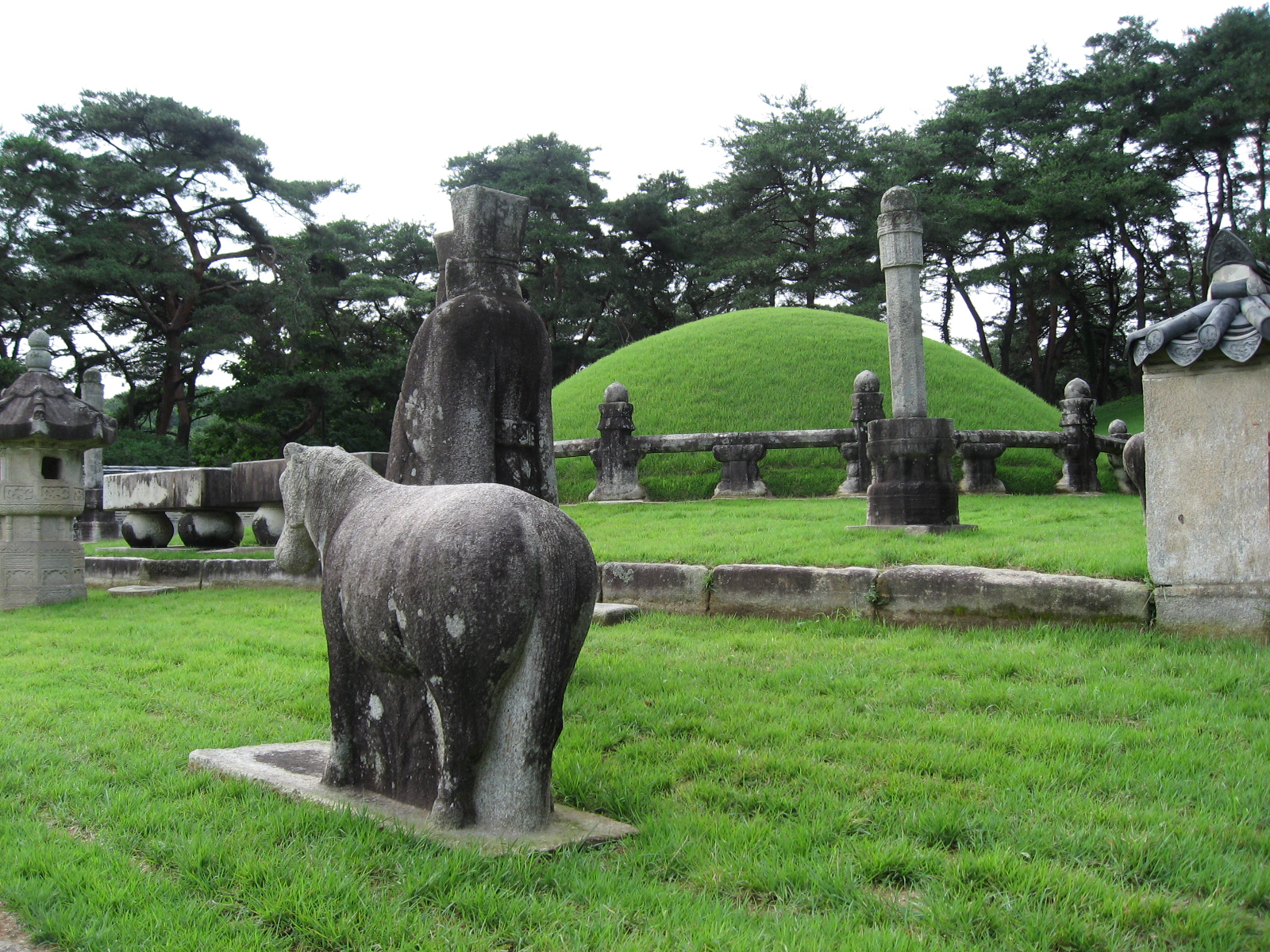
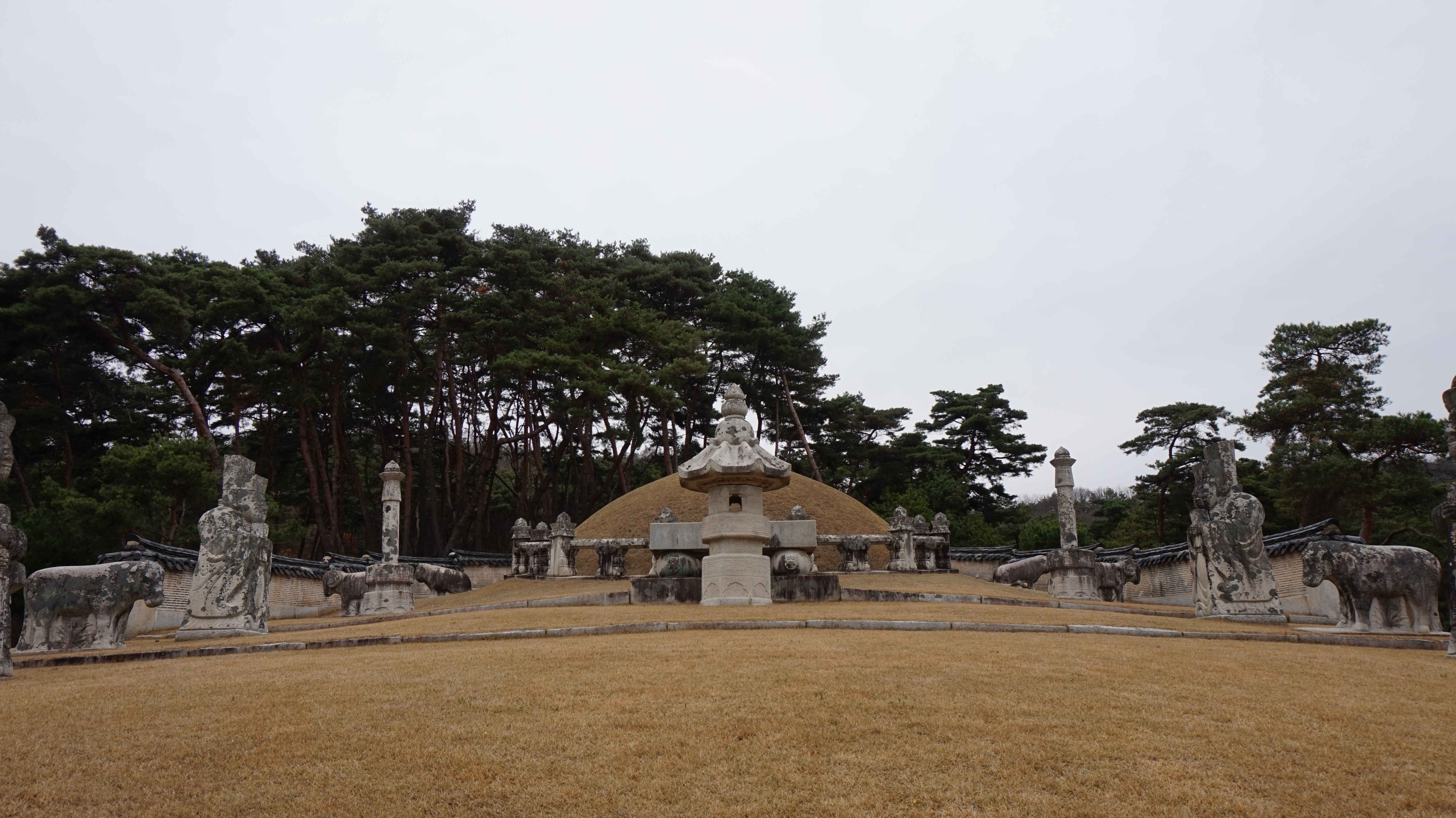
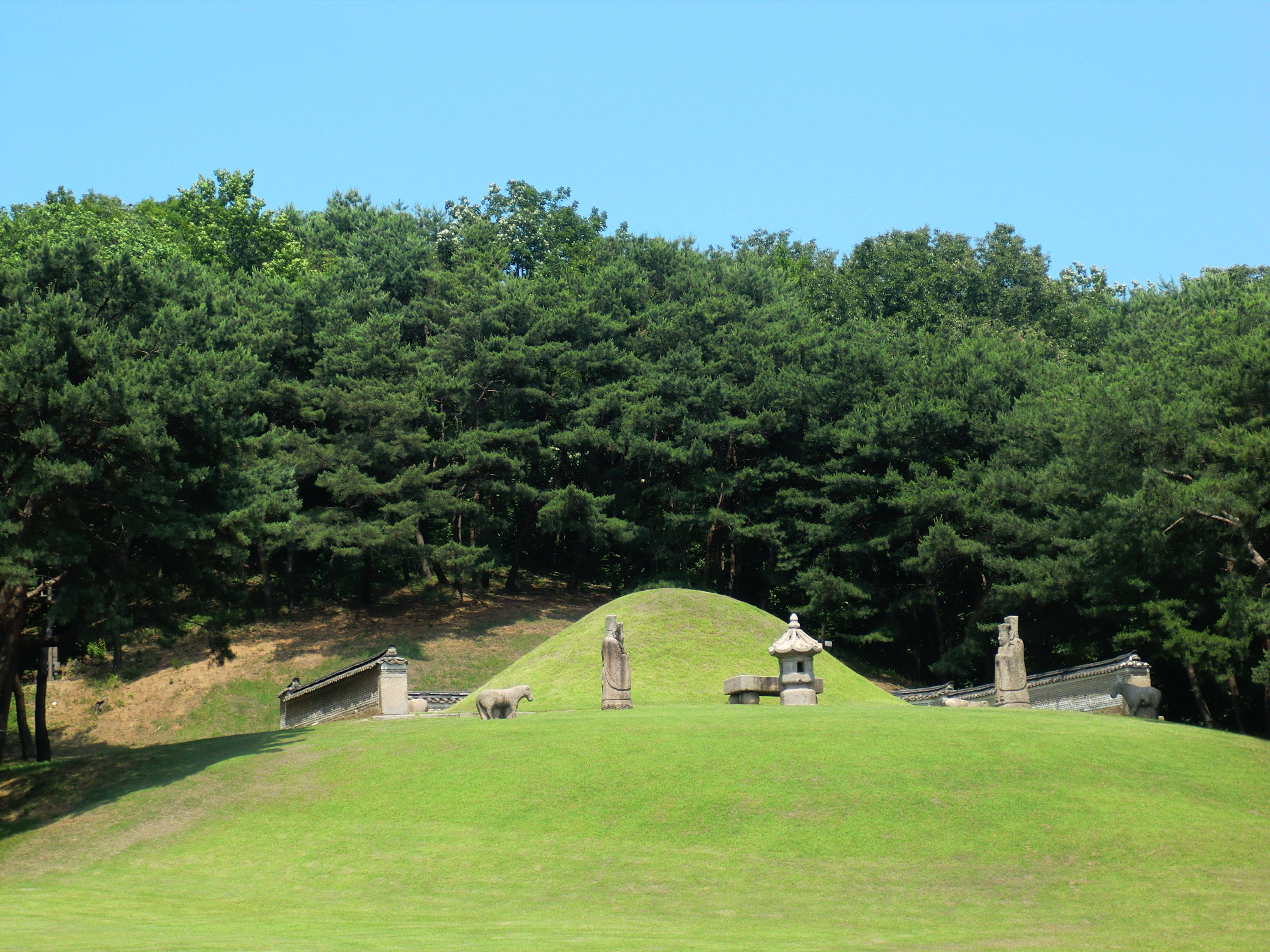